# Britton Chance
Britton Chance (Wilkes-Barre, 24 de julio de 1913-Filadelfia, 16 de noviembre de 2010) fue un bioquímico, biofísico y regatista estadounidense.
Participó en los Juegos Olímpicos de Helsinki 1952, obteniendo una medalla de oro en la clase 5.5 Metre.

## Palmarés internacional
| Juegos Olímpicos | Juegos Olímpicos     | Juegos Olímpicos | Juegos Olímpicos |
| Año              | Lugar                | Medalla          | Clase            |
| ---------------- | -------------------- | ---------------- | ---------------- |
| 1952             | Helsinki (Finlandia) | Medalla de oro   | 5.5 Metre        |